# Comarque de Cameros
La comarque de Tierra de Cameros, (La Rioja - Espagne) et se situe dans la région de la Rioja Media, de la zone de Montagne. Plus connue comme Cameros, c'est une comarque située entre La Rioja et la Province de Soria (la commune du Montenegro correspond à cette province), formée par les sous-comarques de Camero Viejo et Camero Nuevo, séparées entre elles par les montagnes de Cameros. Elles sont reliées par les routes qui passent par la halto de La Rasa et le col de Sancho Leza.

## Municipalités de la comarque

### Camero Nuevo
Almarza de Cameros (Ribavellosa), El Rasillo de Cameros, Gallinero de Cameros, Lumbreras (El Horcajo, San Andrés, Venta de Piqueras), Montenegro de Cameros, Nestares, Nieva de Cameros (Montemediano), Ortigosa de Cameros (Peñaloscintos), Pinillos, Pradillo, Torrecilla en Cameros, Viguera (Castañares de las Cuevas, El Puente, Panzares), Villanueva de Cameros, (Aldeanueva de Cameros)y  Villoslada de Cameros.

### Camero Viejo
Ajamil de Cameros (Larriba, Torremuña), Cabezón de Cameros, Hornillos de Cameros, Jalón de Cameros, Laguna de Cameros, Leza de Río Leza, Muro en Cameros, Rabanera, San Román de Cameros (Avellaneda, Montalvo en Cameros, Santa María en Cameros, Vadillos, Valdeosera, Velilla), Soto en Cameros (Luezas, Treguajantes, Trevijano), Terroba y Torre en Cameros.

## Géographie
Camero Viejo se situe sur les rives de la rivière Leza, tandis que Camero Nuevo se situe dans la vallée de la rivière Iregua, sauf Brieva qui se trouve dans la vallée du Najerilla. Les trois rivières, Iregua, Leza et Najerilla, sont des affluents de la rive droite de l'Ebre et descendent depuis le Sud de la cordillère Ibérique.

## Économie
Depuis le Moyen Âge et jusqu'au XIXe siècle, Camero a eu une importante industrie lainière, avec des troupeaux de brebis trashumantes.

## Chanson populaire de la transhumance de Cameros
Ya se van los pastores
ya se van marchando,
ya se queda la sierra
triste y callando.
Ya se van los pastores
para Extremadura,
ya se queda la sierra
triste y oscura.
Más de cuatro zagalas
quedan llorando.
Populaire